# Парк Берси
Парк Берси (фр. Parc de Bercy) је јавни парк смештен у 12. арондисману Париза. Развој парка започет је 1994. године на месту некадашњег складишта вина, пре него што га је званично отворио градоначелник Париза Жан Тибери.

## Опште информације
Парк је званично отворен 18. септембра 1997. године под покровитељством Франсоа Митерана, а обухвата површину од 34,6 хектара. Састављен од три различита врта на различитих тема, које су повезане пешачким мостовима. Берси је десети највећи парк у Паризу, а до њега је могуће стићи метроом или пешачким мостом, са друге стране реке Сене. На северном ободу парка налази се спортска арена и концертна дворана Акорхотелс арена. Парк се састоји од три врта, који су дизајнирали Бернард Хует, Марлин Феранд, Жан Пјер Феугас и Бернард Ле Рој, уз помоћ Илана ле Каснеа и Филипеа Рагна између 1993. и 1997. године. 
На североистоку парка налази се зграда Кинематографије Француске (некадашњи Амерички центар), који је пројектовао Франке Гери, а на подигнутим терасама објекта налази се 21 скултпура инсталације „Деца света”, направљена 2001. године у част дечијих права. С обзиром да се на подручју парка налазило складиште вина, у њему се још увек могу видети остаци индустрије. У оквиру парка такође се налази скеј парк, други по величини у Паризу, а површине 800 m2. Покривен је и има неколико рампи, а на његовим зидовима се налазе графити.